# Plaza de Capuchinos (Córdoba)

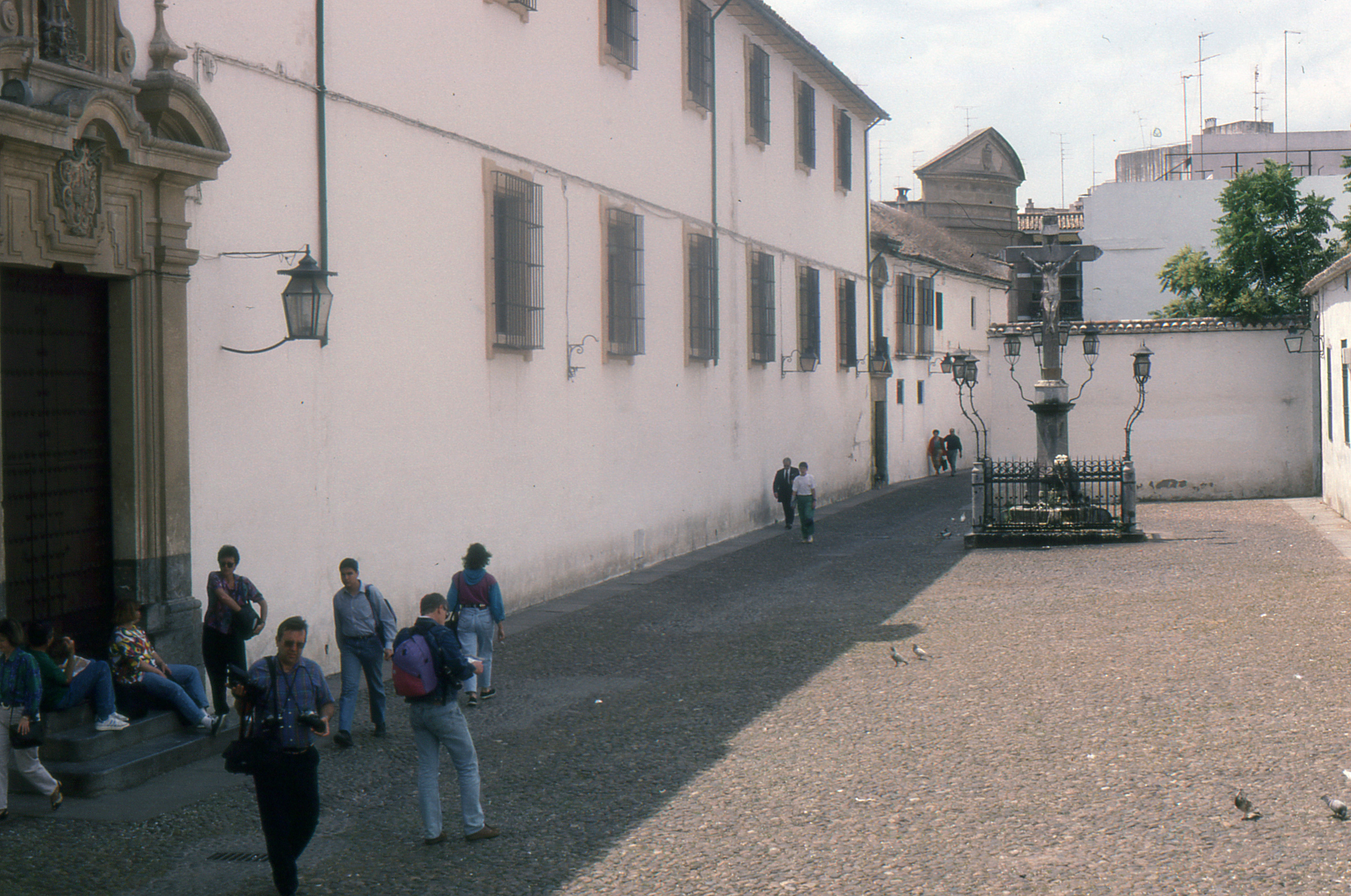
La plaza en 1992

La plaza de Capuchinos es una de las más apreciadas y conocidas plazas de la ciudad de Córdoba, España. Austera y sencilla, destaca por situarse en ella la escultura del Cristo de los Faroles , el Convento de Capuchinos a un lado y el antiguo Hospital de San Jacinto o de los Dolores al otro. A ésta turística plaza se accede bien por la calle Conde de Torres Cabrera, o bien por su extremo opuesto, que da a la Cuesta del Bailío. Antiguamente también se la conoció por la denominación de plaza de Almunia y plaza del Corbacho.

## Descripción
La plaza de Capuchinos se caracteriza por una gran sencillez y tranquilidad que reconfortan a aquel que la ve. Se trata de un rectángulo empedrado y de paredes encaladas, tal y como la describe el poeta Ricardo Molina: «No es más que un rectángulo de cal y cielo». El empedrado consiste en losas de granito con piedras en su interior. A la derecha, la plaza es cerrada por la puerta de la iglesia de los Dolores y el hospital de San Jacinto para enfermos incurables. También da a la plaza el convento de Capuchinos, que da nombre a la plaza. 

## Historia
Esta plaza fue levantada sobre unas casas que poseía la familia de los Almunia en el lugar en el año 1689, si bien formaba parte del convento de Capuchinos. Fue desamortizada en el siglo XIX porque era una zona de paso entre dos barrios populares de Córdoba. El empedrado original de aquel momento fue sustituido por Antonio Cruz Conde en los años 1950. Recientemente se ha restringido el acceso de coches a la plaza mediante una pilona en la entrada desde la calle Conde de Torres Cabrera.
La plaza de Capuchinos fue una de las más destacadas de Córdoba para su candidatura a Ciudad Europea de la Cultura 2016. Prueba de ello son los eventos que se llevaron a cabo en 2009 en ella, como la ruta de luz que se creó desde la Cuesta del Bailío hasta la plaza. Se trataba de pequeñas candelitas que formaban un dibujo geométrico en el suelo, haciendo las delicias de quienes las admiraban. Las candelitas fueron dispuestas por un grupo de voluntarios de la cofradía de los Dolores y la Paz.